# Ensar Mušić
Ensar Mušić (* 9. September 2007) ist ein österreichisch-bosnischer Fußballspieler.

## Karriere

### Verein
Mušić begann seine Karriere beim FV Austria XIII. Im September 2014 wechselte er zum SK Rapid Wien, bei dem er ab der Saison 2021/22 auch sämtliche Altersstufen in der Akademie durchlief. Zur Saison 2024/25 rückte er in den Kader der zweiten Mannschaft auf.
Sein Debüt in der 2. Liga gab er im September 2024, als er am fünften Spieltag jener Saison gegen Admira Wacker in der 69. Minute für Daris Djezic eingewechselt wurde.

### Nationalmannschaft
Mušić spielte 2022 sechsmal für die bosnische U-15-Auswahl. Anschließend wechselte er den Verband und kam 2023 siebenmal in Österreichs U-16-Team zum Zug. 2024 nahm er mit der U-17-Mannschaft an der EM teil. Österreich schied im Viertelfinale aus, Mušić kam in allen vier Spielen der Österreicher zum Einsatz.